# Филибастер Закона о грађанским правима из 1957.
Филибастер Закона о грађанским правима из 1957. био је филибастер Строма Термонда, тада амерички сенатор Демократске странке из Јужне Каролине, са намером да спречи доношење Закона о грађанским правима из 1957.
Филибастер — проширени говор осмишљен да одуговлачи са законодавством — почео је у 20:54 часова и трајао је до 21:12 часова сутрадан, а трајао је укупно 24 сата и 18 минута. Ово је учинило овај филибастер најдужим филибастером за једну особу у историји Сената Сједињених Америчких Држава, што је рекорд који и даље стоји у 2024. години. Филибастер се првенствено фокусирао на тврдњу да је дотични закон, који предвиђа проширену федералну заштиту гласачких права Афроамериканаца, био и непотребан и противуставан, а Термонд је рецитовао из докумената укључујући изборне законе сваке америчке државе, одлуке Врховног суда и опроштајно обраћање Џорџа Вашингтона. Термонд се фокусирао на одређену одредбу у закону која се бавила одређеним судским предметима, али се успротивио целом предлогу закона.
Термонд, ватрени сегрегациониста, служио је у Сенату само три године пре говора, али је био политички добро познат и пре свог избора у тело. Иако су филибастер подржали многи становници Јужне Каролине и грађани других јужних држава, Термондова одлука да уложи предлог закона била је у супротности са претходним договором међу јужним сенаторима. Као резултат тога, Термонд је добио помешане похвале и критике за свој говор. Последњих година, Термондов филибастер је описан као расистички због свог циља да спречи приступ гласању за црне Американце. Ипак, закон је усвојен два сата након филибастера и потписао га је председник Двајт Ајзенхауер након две недеље.

## Позадина и циљеви
Петнаести амандман гарантује грађанима свих раса право гласа од 1870. године, али државни закони, бирачки порези и друге институције су и даље спречавале многе Афроамериканце да гласају. Закон о грађанским правима из 1957. је осмишљен да федерално обезбеди и заштити право Афроамериканаца да гласају, а подржан је од стране НУУОЉ-а заједно са администрацијом Двајта Ајзенхауера. Закон је имао за циљ да заштити ово право успостављањем Одељења за грађанска права у оквиру Министарства правде и Комисије за грађанска права САД. У Сенату су многе демократе из јужних држава биле љуте због овог закона. Првобитни закон је прошао у Представничком дому у јуну, али када је предлог закона послат Сенату био је значајно разводњен компромисом да би се задовољиле демократе. Компромисом Сената уклоњена је одредба која би дозволила државном тужиоцу да поднесе тужбу за дискриминацију на јавним местима и додат је амандман који гарантује суђење пред поротом за свакога ко је оптужен за ограничавање права гласа појединца. Ова измењена верзија закона усвојила је Дом 27. августа са 279 према 97 гласова.
Стром Тeрмонд, сенатор Сједињених Америчких Држава из Јужне Каролине, приметио је да закон о грађанским правима представља „окрутну и неуобичајену казну“ и навео да се нада да ће „образовати земљу“ опширним говором против закона. Правила Сената дозвољавају практично неограничену дебату о предлогу закона, а филибaстер је начин коришћења ових правила да спречи пролазак закона тако што ће говорити што је дуже могуће. У време Тeрмондовог филибaстера, напуштање одаје или седење док говори би завршило говор сенатора. Филибaстер се такође може окончати гласањем о затварању, што захтева да се одређени проценат сенатора сложи да говор треба прекинути. У време Тeрмондовог говора, праг за затварање је био двотрећинска већина. Тeрмонд држи рекорд за најдуже соло филибaстер, али дуже филибaстере су изводиле групе сенатора.
Тeрмондов филибaстер је првенствено био фокусиран на конкретну одредбу у закону о грађанским правима која се фокусирала на мање случајеве непоштовања права гласа. Одредба је дозвољавала да ове случајеве суди судија без присуства пороте, али је дозвољавало друго суђење пороти ако су казне у првом суђењу премашиле затворску казну од 45 дана или новчану казну од 300 долара. Овај аранжман је одлучен компромисом између републиканаца и демократа, иако је према историчару Џозефу Креспину имао врло мало практичног утицаја јер многе судије не би саслушале случај без пороте ако би то учинило вероватнијим друго суђење. Термонд и други јужњачки сенатори су ту одредбу видели као кршење права оптуженог на суђење пред поротом, које је загарантовано Уставом САД.
Термонд је био значајно укључен у политику пре него што је постао сенатор: служио је као гувернер Јужне Каролине, помагао је у оснивању Демократске странке за права држава након што се против грађанских права на Демократској националној конвенцији 1948. борио против Харија Трумана и Томаса Дјуа као кандидат нове странке на председничким изборима 1948. године. Термонд је добио више од милион гласова и освојио четири државе у овој председничкој кандидатури треће стране као Диксикрат. Шест година касније, Термонд се кандидовао као демократа и био је изабран у Сенат као млађи сенатор из Јужне Каролине у кампањи за упис. Термондове политичке кандидатуре биле су у великој мери засноване на његовом противљењу расној интеграцији.
У канцеларији сенатора Ричарда Расела 24. августа, четири дана пре Термондовог говора, постигнут је договор међу јужњачким сенаторима да не организују организовани филибустер. Термондово одступање од споразума сенатора касније су критиковали партијски лидери, укључујући Расела и Хермана Талмаџа.

## Филибастер
Филибастер је почео у 20:54 часова 28. августа 1957. читањем изборних закона сваке од 48 држава, и настављено читањем одлука Врховног суда САД, Демократија у Америци Алексиса де Токвила и опроштајног обраћања Џорџа Вашингтона. Галерија комора Сената, испуњена стотинама гледалаца на почетку филибастера, смањила се само на лобисту НУУОЉ-а Кларенса Мичела млађег и Термондову жену Џин у раним јутарњим часовима. Ујутро 29. августа, Термондов глас је пао у мумлање, а тон му је постајао све монотонији. Лидер републиканаца Вилијам Ноуленд из Калифорније затражио је око поднева да Термонд проговори како би могао да буде сигуран да нема предлога, али је Термонд одговорио сугеришући да се сенатор приближи. Кновланд је остао где је био. Отприлике у 13 часова, Термонд је попустио да дозволи полагање заклетве Вилијама Проксмаја, који је изабран након смрти Џозефа Макартија, након чега је наставио свој говор. Термонду су такође дозволили паузе током дана од стране других сенатора, укључујући и неке који су подржавали предлог закона, када су га опширно испитивали.
Термонд је завршио свој филибастер после 24 сата и 18 минута у 21:12. 29. августа, што га чини најдужим филибастером икада вођеним у Сенату од 2024. године. Ово је премашило претходни рекорд који је поставио Вејн Морс, који је 22 сата и 26 минута говорио против Закона о потопљеном земљишту 1953. године. Тимови стенографа Конгреса радили су заједно на снимању говора за Конгресни запис, који је на крају заузео 96 страница у Запису и коштао је преко 7.000 долара трошкова штампања (76.000 долара у доларима из 2023. године).

### Логистика
Термондов филибастер је историчар и биограф Џозеф Креспино описао као „неку врсту уролошке мистерије“. Термонд се редовно купао у парној купки до филибастера да би извукао течност из свог тела, чиме се дехидрирао и дозволио себи да упија течност током дужег временског периода током филибастера. У Афроамеричкој заједници се такође причало да је Термонд користио друге методе да избегне одлазак у тоалет. The Chicago Defender је навео да је Тeрмонд носио „направу осмишљену за дуга путовања аутомобилом“ која му је омогућила да се олакша на трибини, а дугогодишњи службеник Капитол Хила, Берти Боман, тврдио је у својим мемоарима да је Термонду био постављен катетер. Термонду је дозвољено да оде у тоалет једном, отприлике три сата након филибастера. Сенатор Бери Голдвотер је тихо питао Термонда колико још може да издржи коришћење тоалета, на шта је он одговорио, „још један сат“. Голдватер је замолио Термонда да му препусти ријеч на неколико минута, а Термонд је могао да користи тоалет док је Голдватер направио уметање у Конгресни записник. Један помоћник је припремио канту у гардероби Сената за Термонда како би се олакшао ако се укаже потреба, али Термонд га није искористио. Термондово здравље је постало предмет забринутости до вечери 29. међу његовим помоћницима и сенатским доктором Џорџом В. Калвером, који је запретио да ће га лично уклонити са говорнице ако сенаторско особље не убеди Термонда да прекине свој говор.
Током филибустера, Термонд се издржавао на коцкицама хлеба од црног никла и малим комадима млевеног одреска. Такође је носио пастиле за грло и таблете од сладног млека у Сенат са собом у џеповима. Сенатор Пол Даглас из Илиноиса донео је Термонду бокал сока од поморанџе када се 29. приближило подне, али га је службеник брзо ставио ван домашаја након што је Тхурмонд попио чашу како би смањио вероватноћу да ће морати да оде у тоалет.

## Исход и одзив
Филибастер није успео да спречи усвајање закона, а даље није успео ни да промени гласање. Предлог закона је усвојен два сата након што је Термонд завршио свој говор са 60 према 15 гласова, а председник Ајзенхауер га је потписао мање од две недеље касније. Закон о грађанским правима из 1957. био је први амерички закон о грађанским правима усвојен у 82 године.
Термонд је добио значајне критике, чак и од демократа који су потписали или су били усклађени са циљевима Јужног манифеста, укључујући Талмаџа, Расела и Јужни клуб у целини. Талмаџ је говорио о говору као о облику величања, а Расел га је осудио као "лично политичко увеличавање". Ови сенатори су примили неколико телеграма током Термондовог говора у којима су их охрабривали да помогну Термонду у његовом филибустеру тако што су га сменили, а Термондово особље је примило преписку стотина јужњака у којима су му честитали и охрабривали. Сенатори јужњачких демократа се нису придружили филибустеру, упркос његовој популарности међу својим бирачима, јер је (како је рекао Расел) југ већ обезбедио компромис у предлогу закона који би био угрожен филибустером и није било довољно подршке да спречи затварање ипак гласај.
Године 1964, Термонд је био умешан у другу филибустеру против Закона о грађанским правима из 1964. Касније те године је променио своју припадност Републиканској партији. Спор из 1964. године извела је група јужњачких сенатора и окончан је само гласањем о затварању. Термонд је више пута биран и служио је у Сенату 48 година, а пензионисан је 2003. са 100 година као најстарији амерички сенатор икада.

### Модеран одзив
Иако филибастер није користио никакав „отворено расистички језик“ према Џилијан Брокел из Вашингтон поста 2021. године, новине су га окарактерисале као расистичког јер је предлог закона који је Термонд изнео штитио право Афроамериканаца да гласају. У својој биографији Термонда из 2012., Америка Строма Термонда, Креспино је приметио утицај Термондовог филибастера и делимичног ауторства Јужног манифеста, документа осмишљеног да уједини Југ против школске интеграције, претходне године. Он је ове догађаје описао као „[запечаћење] Термондове репутације као једног од последњих конфедерација на југу, шампиона кампање 'масовног отпора' белих јужњака" грађанским правима. Он даље тврди да је филибустер био начин за Термонда да подржи јужњачке идеје о снази и издржљивости белаца, док је у исто време јачао своју личну слику о мушкости и здрављу.

### Штампани извори
- Баџер, Тони (1999). „Southerners Who Refused to Sign the Southern Manifesto”. The Historical Journal. Cambridge, UK. 42 (2): 517—534. JSTOR 3020998. S2CID 145083004. doi:10.1017/S0018246X98008346.
- Бас, Џек; Томпсон, Мерилин (2005). Strom : The Complicated Personal and Political Life of Strom Thurmond. New York: PublicAffairs. ISBN 978-1-58648-297-8.
- Бирд, Роберт (1988). The Senate, 1789–1989. United States Government Publishing Office. ISBN 978-0-16-006405-0.
- Коходас, Недин (1993). Strom Thurmond and the Politics of Southern Change. New York: Simon & Schuster. ISBN 978-0-86554-446-8.
- Креспино, Џозеф (2012). Strom Thurmond's America. New York: Hill & Wang. ISBN 978-0-8090-9480-6.
- Лашикот, Алберта Морел (1966). Rebel Senator: Strom Thurmond of South Carolina. New York: Devin-Adair Publishing Company. ISBN 978-0-8159-6703-3.